# Clapar (Bagelen)
Clapar is een bestuurslaag in het regentschap Purworejo van de provincie Midden-Java, Indonesië. Clapar telt 904 inwoners (volkstelling 2010).